# Carnot (Repubblica Centrafricana)
Carnot è una subprefettura della Prefettura di Mambéré-Kadéï, nella Repubblica Centrafricana. 